# Abdul Rahman Arif
Hajj Abdul Rahman Mohammed Arif Aljumaily (em árabe: عبد الرحمن محمد عارف الجميلي, translit. ʿAbd al-Raḥmān Muḥammad Ārif al-Jumāili; Bagdá, 14 de abril de 1916 — Amã, 24 de agosto de 2007) foi presidente do Iraque de 16 de abril de 1966 a 17 de julho de 1968. 

## Carreira
Seguiu carreira militar e apoiou o golpe militar de 1963 liderado por seu irmão Abdul Salam Arif, que seria posteriormente nomeado Chefe do Estado Maior do Exército iraquiano. Com a morte de seu irmão durante um acidente de helicóptero, ele se tornou presidente interino da República do Iraque. Mas três dias depois, os líderes militares defenderam sua manutenção como presidente.
Foi nomeado presidente do Conselho Revolucionário, e apesar de seu nacionalismo, seguiu a mesma linha política de seu irmão. Em 16 de julho de 1968, enquanto dormia, foi derrubado por Ahmed Hassan al-Bakr, um membro do Partido Baath. O golpe foi realizado após seu ministro da Defesa, Hardan al-Tikriti lhe telefonar para lhe contar a notícia. Após o golpe, vai para o exílio na Turquia.
Voltou ao Iraque em 1979, quando a subiu ao poder Saddam Hussein. No entanto, ele estava ausente da vida política e pública no país. O governo permitiu que ele deixasse o país, para que pudesse fazer sua peregrinação a Meca. 